# Classe Regele Ferdinand
La classe Regele Ferdinand di cacciatorpediniere della Marina della Romania era costituita da due unità, ma inizialmente ne erano state programmate quattro. Le altre due vennero disdette per mancanza di fondi. Costruite nei cantieri Pattison di Napoli, queste unità servirono la marina romena fino alla resa della Romania, poi vennero incorporate come preda bellica nella Raboče-Krest'janskij Krasnyj Flot (la flotta sovietica del Mar Nero) e infine restituite alla Romania comunista che le reimpiegò fino alla radiazione.

## Caratteristiche
Le unità, il cui progetto era basato sui caccia conduttori della classe Shakespeare, erano dotate di propulsione a vapore con caldaie a tubi d'acqua alimentate a nafta e turbine che scaricavano su 2 eliche 52.000 hp di potenza. L'apparato propulsore permetteva di raggiungere la velocità massima di 37 nodi con un'autonomia di 3000 miglia a 15 nodi.
L'armamento era di 5 cannoni singoli Bofors da 120mm e 4 cannoni antiaerei singoli da 76/40mm, 2 mitragliere da 40mm e 2 da 13mm, 4 tubi lanciasiluri da 450mm in 2 impianti binati. Il controllo del tiro era costruito dalla Siemens. Altre mitragliere antiaeree vennero aggiunte durante la guerra. Essendo unità antisommergibili, portavano anche 40 cariche di profondità o 50 mine. Nel 1943, ad entrambe venne installato il rilevatore sonar tedesco S-Gerät.

## Servizio
Le unità vennero ordinate dalla Romania ai cantieri italiani Patterson e battezzate NMS Regele Ferdinand e NMS Regina Maria. Vennero impiegate come scorta ai convogli e poi per l'evacuazione della Crimea da parte delle truppe dell'Asse. Il Regele Ferdinand affondò almeno un sottomarino sovietico, l'M-58. All'atto della resa, le due navi non erano più in grado di condurre operazioni d'altura a causa dell'usura e dei danni.

### Cessione all'Unione Sovietica
Nell'agosto 1944 un colpo di stato condotto dal re Mihai, con il supporto degli oppositori politici e dell'esercito, depose Antonescu e mise l'esercito della Romania a fianco agli Alleati. Il colpo di stato però ebbe l'effetto di una capitolazione in quanto accelerò l'avanzata dell'Armata Rossa all'interno della Romania e l'armistizio del successivo 12 settembre 1944, venne firmato alle condizioni imposte dai sovietici.
Dopo la resa dell'agosto 1944, le unità vennero prese come bottino di guerra dai sovietici e incorporate nella Marina Sovietica, rinominate Lihoj (Лихой, ex Ferdinand) e Letučij (Летучий, ex Maria), ed incorporate nella Flotta del Mar Nero.

#### Ritorno alla Romania
Le due unità vennero restituite alla Romania nel 1951 ed entrarono a far parte della Marina della nuova Romania Socialista coi nuovi nomi D.21 e D.22 rimanendo in servizio fino alla fine degli anni cinquanta.

## Navi
| Nave                      | Varata           | Posta in servizio | Destino                     |
| ------------------------- | ---------------- | ----------------- | --------------------------- |
| NMS Regele Ferdinand (RF) | 1º dicembre 1928 | 7 settembre 1930  | Radiata negli anni sessanta |
| NMS Regina Maria (RM)     | 2 marzo 1929     | 7 settembre 1930  | Radiata negli anni sessanta |